# Federico Troiani
Federico Troiani (Roma, 1947 – Roma, 5 giugno 2000) è stato un tastierista, cantautore e compositore italiano, vincitore della Vela D'argento della Gondola d'oro di Venezia del 1981 e appartenente a numerosi Gruppi musicali degli Anni 60 e degli Anni 70.

## Biografia
Federico Troiani nacque a Roma nel 1947; la madre è il soprano veneziano Ester Orel. Iniziò la sua carriera all'età di 19 anni come tastierista e corista nel gruppo musicale dei Fholks dal 1966 al 1972. Dal 1972 al 1976 come tastierista fece parte del gruppo Reale Accademia di Musica.
Federico Troiani con questo gruppo ebbe molte collaborazioni, soprattutto con Walter Martino e Dino Cappa, che erano due appartenenti del gruppo. Nel 1977 esordì come cantante e compositore alla RCA, e pubblicò il 45 giri Tarantella (arrangiato tra gli altri da Riccardo Cocciante), che divenne uno dei suoi brani più apprezzati.
Al 1978 risale la collaborazione con Sergio Endrigo, per cui scrisse il brano Il pane, mentre l'anno successivo diresse l'orchestra nel brano Mozart del cantautore istriano; sempre nel 1979 collaborò come corista con Nada nell'album omonimo.
Nel 1981 vinse la Vela D'argento della Mostra internazionale di musica leggera con la canzone Non c'ho 'na lira. Nel 1983 fece parte della formazione di un altro album della cantante Nada intitolato Smalto e nel 1988 scrisse per Renato Zero il brano Telecomando.
Come tastierista collaborò inoltre nel 1981 con Renzo Arbore nell'album Ora o mai più ovvero cantautore da grande e nel 1992 con i Gens nell'album Uomini non dei e con Enzo Carella nell'album Carella de Carellis; come arrangiatore lavorò tra gli altri con la Schola Cantorum e Grazia Di Michele.
Nel 1998 aveva composto le musiche del film Aria compressa - Soft Air con il batterista compositore Franco Di Stefano, con cui formò il gruppo The Bridge (con Mario Schilirò e Douglas Meakin alle chitarre e Glauco Borrelli al basso).
Troiani pubblicò inoltre tre album: nel 1978 Strade, nel 1979 Federico Troiani e nel 1981 Hotel Eden. Mori d'infarto nel 2000, all'età di 53 anni.

## Discografia

### Con i Fholks

#### 45 giri
- 1970 - Mi scorri nelle vene/Cerchi (Dischi Ricordi, SRL 10.621)

### Con la Reale Accademia di Music]

#### Album
- 1972 - Reale Accademia di Musica  (Dischi Ricordi, SMRL 6105)
- 1974 - Adriano Monteduro & Reale Accademia di Musica (RCA Italiana, TPL 1-1038; con Adriano Monteduro)
- 1975 - 1930: Il domatore delle scimmie (RCA Italiana, TPL 1-1157; con Nada)
- 2013 - La Cometa (album pubblicato postumo nel 2013 con registrazioni risalenti agli anni '70)

### Da solista

#### Album
- 1978 - Strade (Dischi Ricordi, SMRL 6223)
- 1979 - Federico Troiani (Dischi Ricordi, SMRL 6256)
- 1981 - Hotel Eden (Bubble Record, BLU 19606)
- 1997 - Buona suerte

#### Singoli
- 1977 - Tarantella/Lupo solitario (RCA Italiana, PB 6014)
- 1978 - Non ne posso più/Maria (Dischi Ricordi, SRL 10.880)
- 1979 - Fuori dal tempo/Cerco lei (Dischi Ricordi, SRL 10.912)
- 1981 - Non c'ho 'na lira/Hotel Eden (Bubble Record, BLU 9313)
- 1983 - O.E/La luna sul treno (General Music, GM 30008)